# Jean Teulère
Jean Georges Marie Teulère (Burdeos, 24 de febrero de 1954) es un jinete francés que compitió en la modalidad de concurso completo.
Participó en cuatro Juegos Olímpicos de Verano, entre los años 1988 y 2004, obteniendo una medalla de oro en Atenas 2004, en la prueba por equipos (junto con Arnaud Boiteau, Cédric Lyard, Didier Courrèges y Nicolas Touzaint), el sexto lugar en Seúl 1988 (por equipos) y el cuarto en Atlanta 1996 (individual).
Ganó tres medallas en el Campeonato Mundial de Concurso Completo, en los años 1994 y 2002, y cinco medallas en el Campeonato Europeo de Concurso Completo entre los años 1985 y 2003.

## Palmarés internacional
| Juegos Olímpicos   | Juegos Olímpicos              | Juegos Olímpicos  | Juegos Olímpicos |
| Año                | Lugar                         | Medalla           | Categoría        |
| ------------------ | ----------------------------- | ----------------- | ---------------- |
| 2004               | Atenas (Grecia)               | Medalla de oro    | Por equipos      |
| Campeonato Mundial |                               |                   |                  |
| Año                | Lugar                         | Medalla           | Categoría        |
| 1994               | La Haya (Países Bajos)        | Medalla de plata  | Por equipos      |
| 2002               | Jerez de la Frontera (España) | Medalla de oro    | Individual       |
| 2002               | Jerez de la Frontera (España) | Medalla de plata  | Por equipos      |
| Campeonato Europeo |                               |                   |                  |
| Año                | Lugar                         | Medalla           | Categoría        |
| 1985               | Burghley (Reino Unido)        | Medalla de plata  | Por equipos      |
| 1991               | Punchestown (Irlanda)         | Medalla de bronce | Por equipos      |
| 1993               | Achselschwang (Alemania)      | Medalla de plata  | Por equipos      |
| 1997               | Burghley (Reino Unido)        | Medalla de bronce | Por equipos      |
| 2003               | Punchestown (Irlanda)         | Medalla de plata  | Por equipos      |